# Rädda menige Ryan
Rädda menige Ryan (engelska: Saving Private Ryan) är en amerikansk episk krigsfilm från 1998, regisserad av Steven Spielberg och skriven av Robert Rodat. Filmen utspelas i tid omkring landstigningen i Normandie under andra världskriget. Filmen är anmärkningsvärd för sin intensiva öppningsscen på 24 minuter där landstigningen på Omaha Beach den 6 juni 1944 filmatiserats. Den fortsätter sedan med ett sökande efter en fallskärmsjägare från den amerikanska 101st Airborne Division. Denna del av handlingen är uppdiktad men baseras löst på det verkliga fallet med bröderna Niland. Rädda menige Ryan togs emot väl av publik och kritiker och vann flera utmärkelser.

## Handling
Den 6 juni 1944 landstiger amerikanska soldater på Omaha Beach (de olika landstigningsområdena hade olika kodnamn) i Normandie, där de med nöd och näppe kämpar sig igenom de tyska styrkorna. Det hela slutar i ett blodbad, medan den överlevande kapten John H. Miller (Tom Hanks) samlar andra överlevande soldater för att bryta sig igenom det tyska försvaret så att resten av alla de överlevande soldater kan ta sig från stranden. Under tiden, i krigsdepartementet i Washington, D.C., får general George C. Marshall (Harve Presnell) veta att tre bröder av fyra från Ryan-familjen stupat i strid och att deras mor ska bli informerad samma dag. Han får veta att den fjärde, fallskärmsjägaren menige James Francis Ryan, är saknad i strid någonstans i Normandie. Efter att ha läst Bixbybrevet skrivet av Abraham Lincoln ger Marshall order om att Ryan ska hittas och skickas hem med omedelbar verkan.
Tre dagar efter landstigningen får Miller order att hitta Ryan och ta tillbaka honom från fronten. Han samlar sex män från sitt kompani; Horvath, Reiben, Mellish, Caparzo, Jackson, Wade samt Upham, en kartograf som kan tala franska och tyska. Miller och hans män beger sig mot Neuville, där de möter en pluton från 101st Airborne Division. Caparzo faller offer för en krypskytt och dör. Emellertid finner de en soldat vid namn James Ryan, men det är inte den de letar efter. De hittar en medlem av Ryans regemente som informerar att hans landningszon var i Vierville och att hans och Ryans kompanier hade samma samlingsplats. När de når samlingsplatsen möter Miller en vän till Ryan, som informerar Miller att Ryan skyddar en strategiskt viktig bro över Merderet-floden i staden Ramelle. På vägen till Ramelle bestämmer sig Miller för att neutralisera en tysk maskingevärsposition, även om hans män protesterar. I striden som följer blir Wade sårad och dör, men Miller hindrar en överlevande tysk fånge från att dödas och låter honom gå. Den ursinnige Reiben överväger att desertera, vilket leder till en konflikt med Horvath. Allt går hett till tills Miller kommer emellan, och Reiben stannar.
När Miller och hans män anländer till Ramelle, möter de en grupp fallskärmsjägare, och en av dem är Ryan. Ryan får veta allt; hans bröders död, uppdraget att hämta hem honom, och att två män miste livet för hans skull. Ryan blir förtvivlad, men vägrar att åka hem, då han vill "stanna med de enda bröder han har kvar". Miller tar kommandot för att skydda bron med alla till buds stående medel och man de har kvar. Delar av den andra Panzerdivisionen anländer beväpnade till tänderna och striden bryter ut. Trots att en majoritet av tyskarna utplånas dödas flera amerikaner, inklusive Horvath, Mellish och Jackson. Miller försöker att spränga bron, men blir skjuten och allvarligt sårad av den tyska krigsfången som Miller hade släppt fri tidigare. Han hade kommit tillbaka för att slåss tillsammans med tyskarna. Precis innan en Tiger-stridsvagn når bron, flyger ett P-51 Mustang-plan ovanför och förstör stridsvagnen medan amerikansk förstärkning anländer och skingrar de resterande tyskarna. Upham dödar tysken som sköt Miller och låter de andra gå.
Den döende Miller ber Ryan, som hans sista ord, att leva ett bra liv och att förtjäna det. I nutid besöker den gamle Ryan minneskyrkogården i Normandie. När Ryan står vid Millers gravsten frågar han sin hustru om han är en god man, om han har levt ett bra liv och om han har förtjänat att Miller och hans män offrat sig för honom. Hustru svarar jakande och Ryan ger en honnör till Millers grav.

## Om filmen
Filmen hade biopremiär i USA den 24 juli 1998 och regisserades av Steven Spielberg som tilldelades en Oscar för bästa regi. Detta var tredje gången han vann en Oscar efter både bästa film och bästa regi för Schindler's List (1993). Rädda menige Ryan vann ytterligare fyra Oscar: bästa foto, bästa ljudredigering, bästa ljud och bästa klippning. Den blev också nominerad för bästa film men förlorade mot Shakespeare in Love.
Dagen-D-scenen har vunnit pris som den mäktigaste krigsscenen i filmhistorien. På webbsidan Rotten Tomatoes har filmen 93 procent positiva recensioner av 144 insamlade. Filmen har också betyget 91/100 i Metacritic baserat på 38 recensioner.

## Rollista i urval
| Tom Hanks        | – Kapten John H. Miller                   |
| Edward Burns     | – Menige Richard Reiben                   |
| Tom Sizemore     | – Sergeant Mike Horvath                   |
| Jeremy Davies    | – Korpral Timothy E. Upham                |
| Vin Diesel       | – Menige Adrian Caparzo                   |
| Adam Goldberg    | – Menige Stanley Mellish                  |
| Barry Pepper     | – Menige Daniel Jackson                   |
| Giovanni Ribisi  | – T/4 doktor Irwin Wade                   |
| Matt Damon       | – Menige James Francis Ryan               |
| Dennis Farina    | – Överstelöjtnant Walter Anderson         |
| Ted Danson       | – Kapten Fred Hamill                      |
| Harve Presnell   | – General George C. Marshall              |
| Bryan Cranston   | – Överste I.W. Bryce                      |
| David Wohl       | – Kapten T.E. Sanders                     |
| Nathan Fillion   | – James Frederick Ryan ("Minnesota Ryan") |
| Paul Giamatti    | – Sergeant William Hill                   |
| Ryan Hurst       | – Paratrooper Mandelsohn                  |
| Max Martini      | – Korpral Henderson                       |
| Leland Orser     | – Underlöjtnant DeWindt                   |
| Joerg Stadler    | – Steamboat Willie                        |
| Demetri Goritsas | – Menige Parker                           |
| Dale Dye         | – Överste i krigsdepartementet            |
| Dylan Bruno      | – Korpral Toynbe                          |